# عصای آیینی

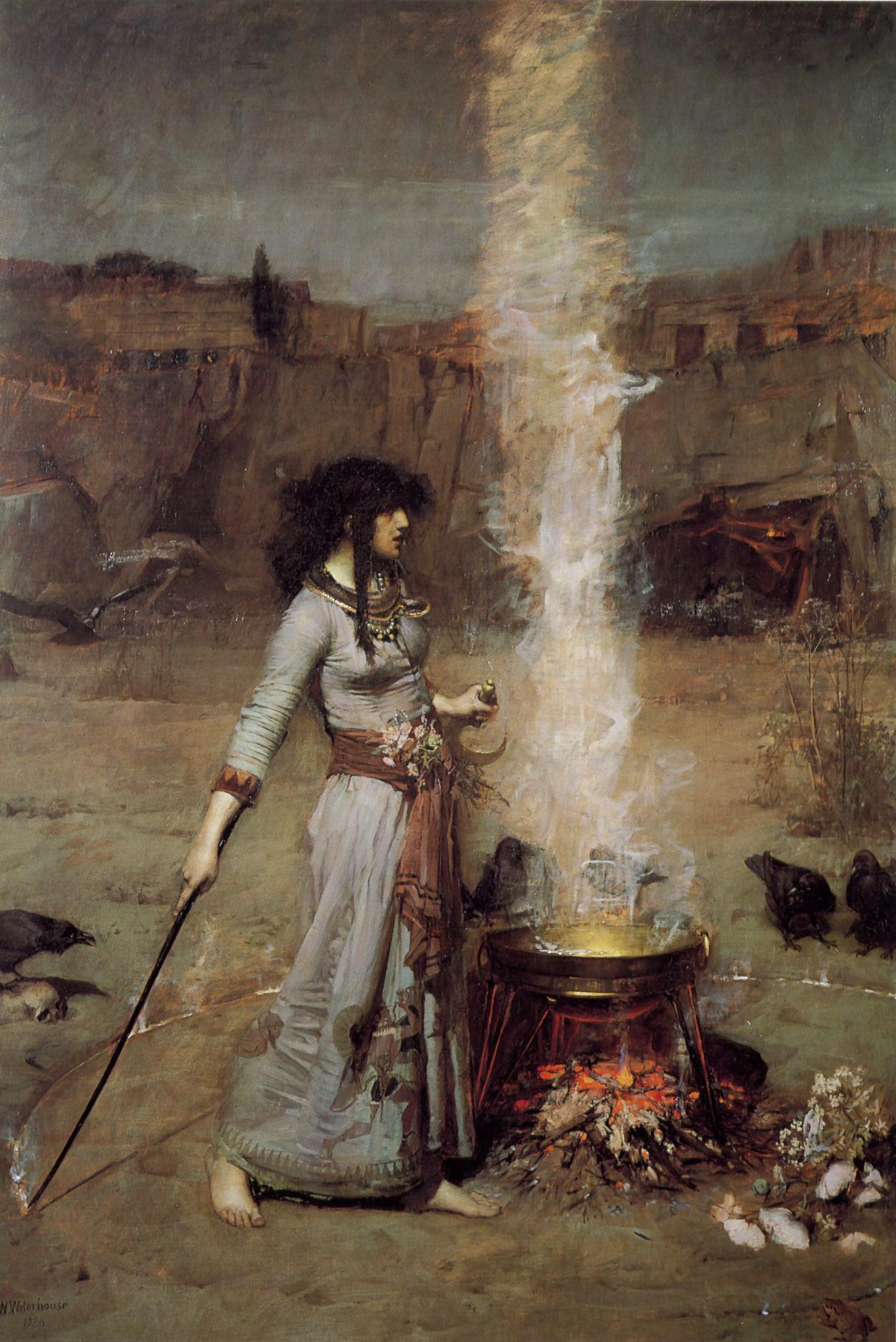
گردهمایی جادویی، نوشته جان ویلیام واترهاوس (۱۸۸۶)، زنی را به تصویر می‌کشد که با استفاده از واند فضایی آیینی (مندل (علوم غریبه)] ایجاد می‌کند.

عصای آیینی (انگلیسی: Wand) میله ای نازک و سبک‌وزن است که با یک دست نگه داشته می‌شود و به‌طور سنتی از چوب ساخته می‌شود، اما ممکن است از مواد دیگری مانند فلز یا پلاستیک نیز ساخته شود. واندی که برای اهداف جادویی استفاده می‌شود، اغلب، عصای جادویی نامیده می‌شود. گرزها از واند متمایز هستند، واندها ضخامت بیشتری دارند و به گونه دیگری نگه داشته می‌شوند و یک تزئین نسبتاً بزرگ روی دستهٔ آنها است.